# Universidad de Artes de Tama
La Universidad de Artes de Tama (多摩美術大学 Tama bijutsu daigaku?) o Tamabi (多摩美?) es una Escuela de Artes de carácter privada ubicada en la ciudad de Tokio, Japón. Es conocida como una de las mejores escuelas de artes en Japón.

## Historia
El precursor de Tamabi fue la Escuela de Arte Imperial Tama (多摩帝国美術学校, Tama Teikoku Bijutsu Gakkō), fundada en 1935. Fue fundado como una universidad junior en 1950 y se convirtió en una universidad de cuatro años en 1953.

## Instalaciones

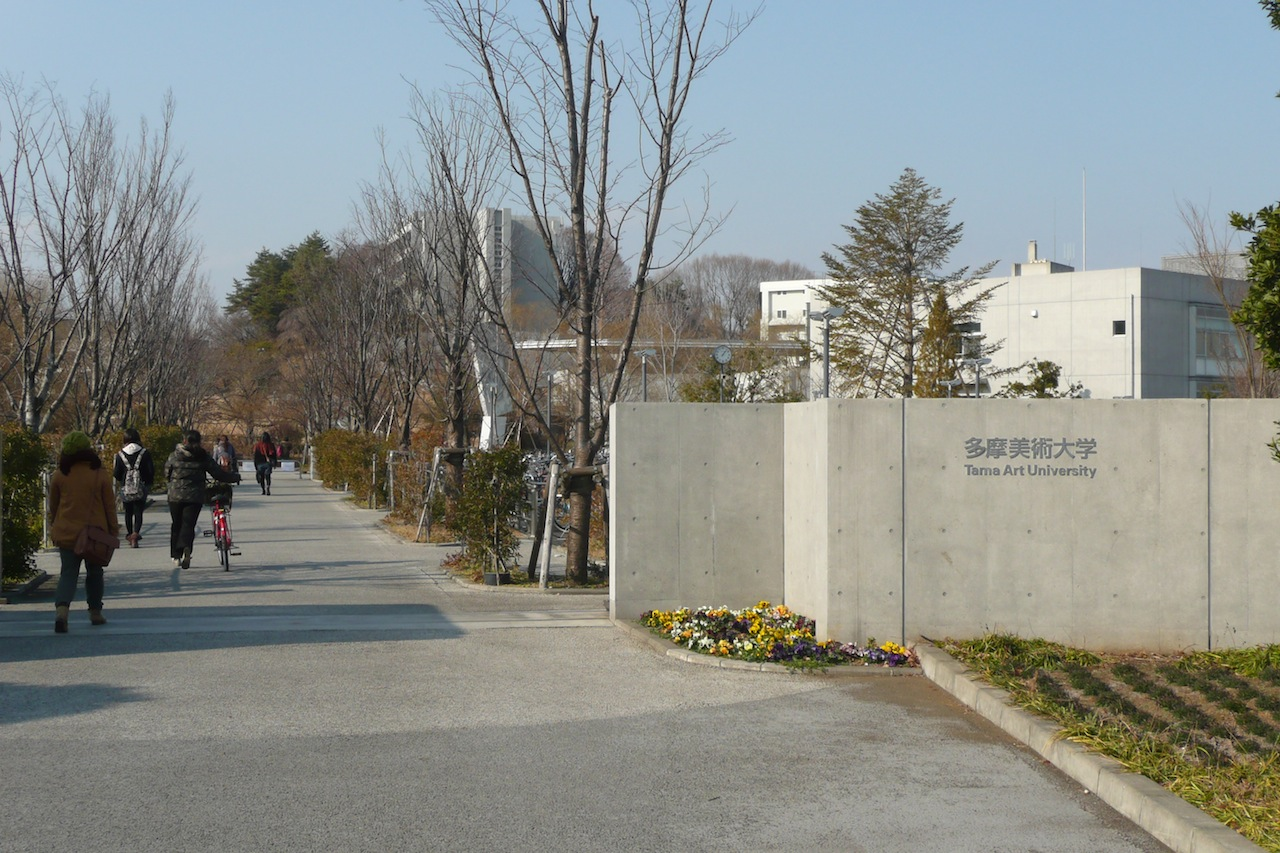
Campus Hachioji

- Campus de Hachioji (ciudad de Hachioji, Tokio)
Facultad de Arte y Diseño y Escuela de Graduados en Arte y Diseño (la mayoría de los departamentos están ubicados en este campus)

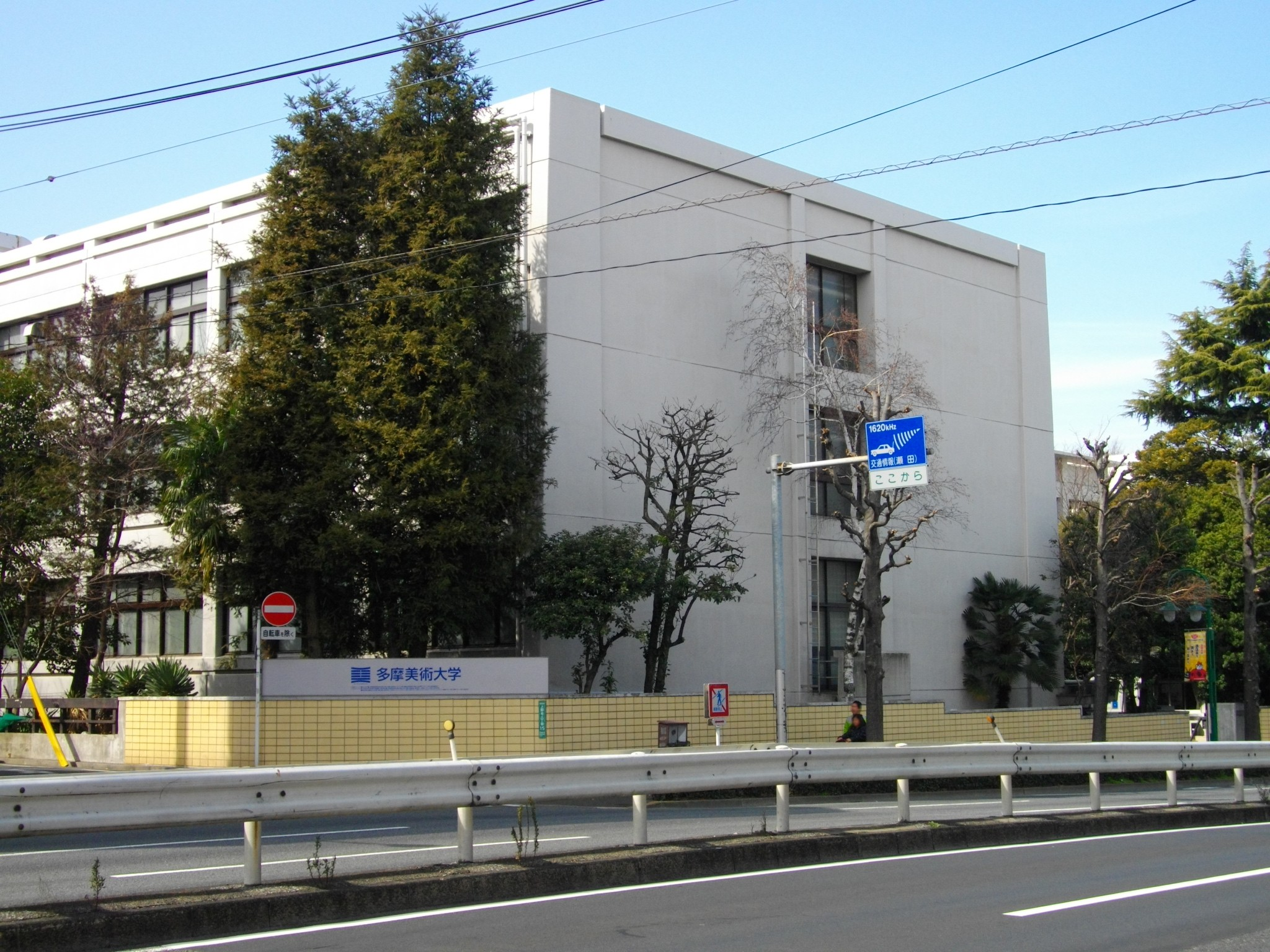
Campus de Kaminoge

- Campus de Kaminoge (Kaminoge, barrio de Setagaya, Tokio)
Oficina central, Facultad de Arte y Diseño y Escuela de Graduados en Arte y Diseño (Departamento de Diseño Integrado y Departamento de Diseño de Escenografía, Teatro y Danza)
- Seminarios
  - Casa de seminarios de las estribaciones del monte Fuji (Yamanakako, distrito de Minamitsuru, Yamanashi)
  - Casa del Seminario de Antigüedades de Nara (ciudad de Nara, Nara)

## Academia

### Facultad de Arte y Diseño
- Departamento de Pintura
  - Curso de Pintura Japonesa
  - Curso de Pintura al Óleo
  - Curso de Artes Gráficas
- Departamento de Escultura
- Departamento de Trabajos de Cerámica, Vidrio y Metal
  - Programa de Cerámica
  - Programa de vidrio
  - Programa de metales
- Departamento de Diseño Gráfico
- Departamento de Producto y Diseño Textil
  - Curso de Diseño de Producto
  - Curso de Diseño Textil
- Departamento de Arquitectura y Diseño Ambiental
  - Diseño arquitectónico
  - Diseño de interiores
  - Diseño de exteriores
- Departamento de Diseño de Información
  - Curso de Arte y Medios
  - Curso de diseño de interacción
- Departamento de Ciencias del Arte
- Departamento de Diseño Integrado
- Departamento de Diseño de Escenografía, Teatro y Danza
  - Curso de Diseño de Escenografía
  - Curso de Teatro y Danza

### Escuela de Graduados en Arte y Diseño
- Curso de Maestría
- Taller Experimental（EWS） [5][6][7][8]
- Curso de Doctorado

## Institutos e instalaciones de investigación

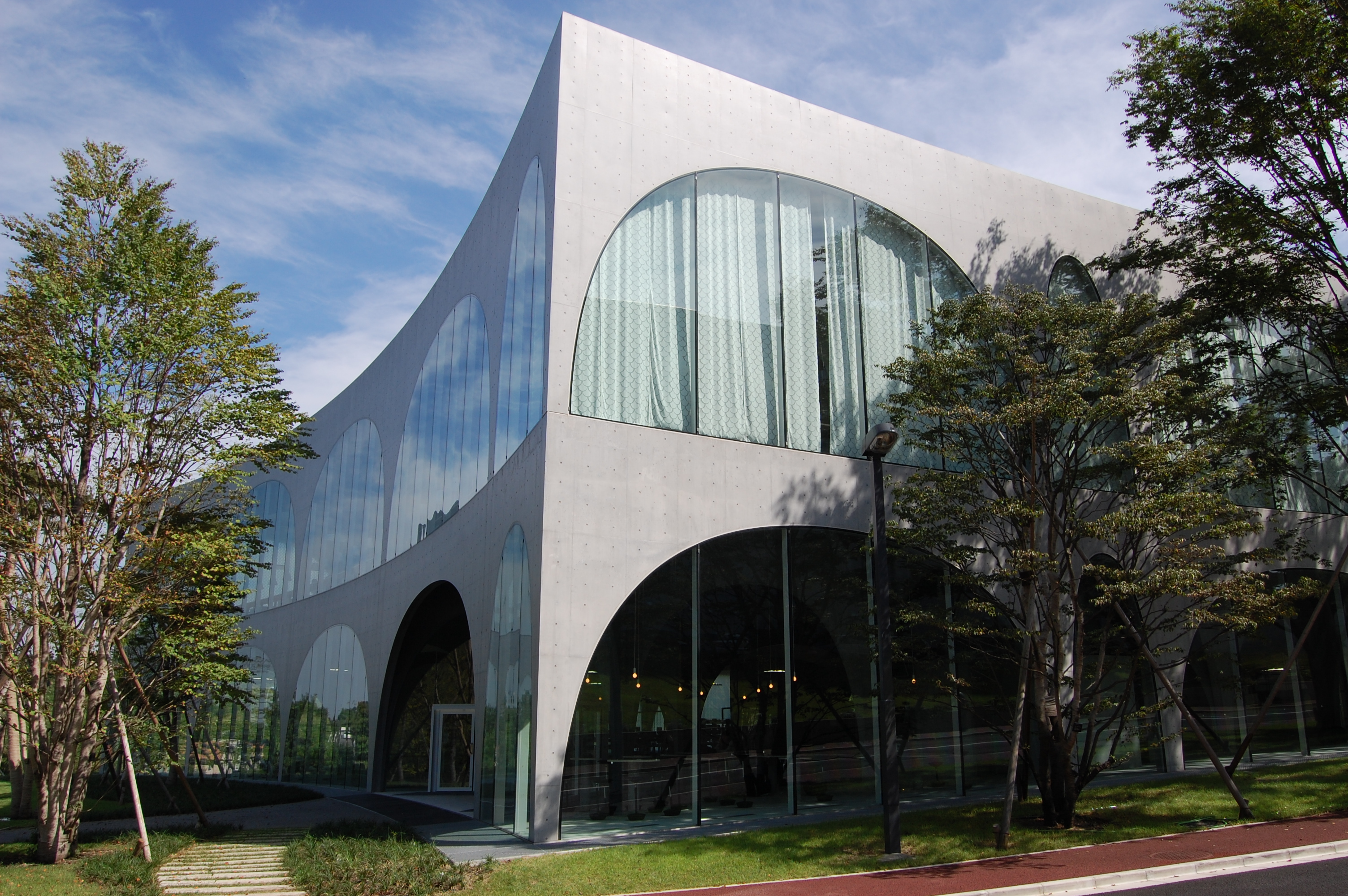
Biblioteca de la Universidad de Arte Tama en el campus de Hachioji

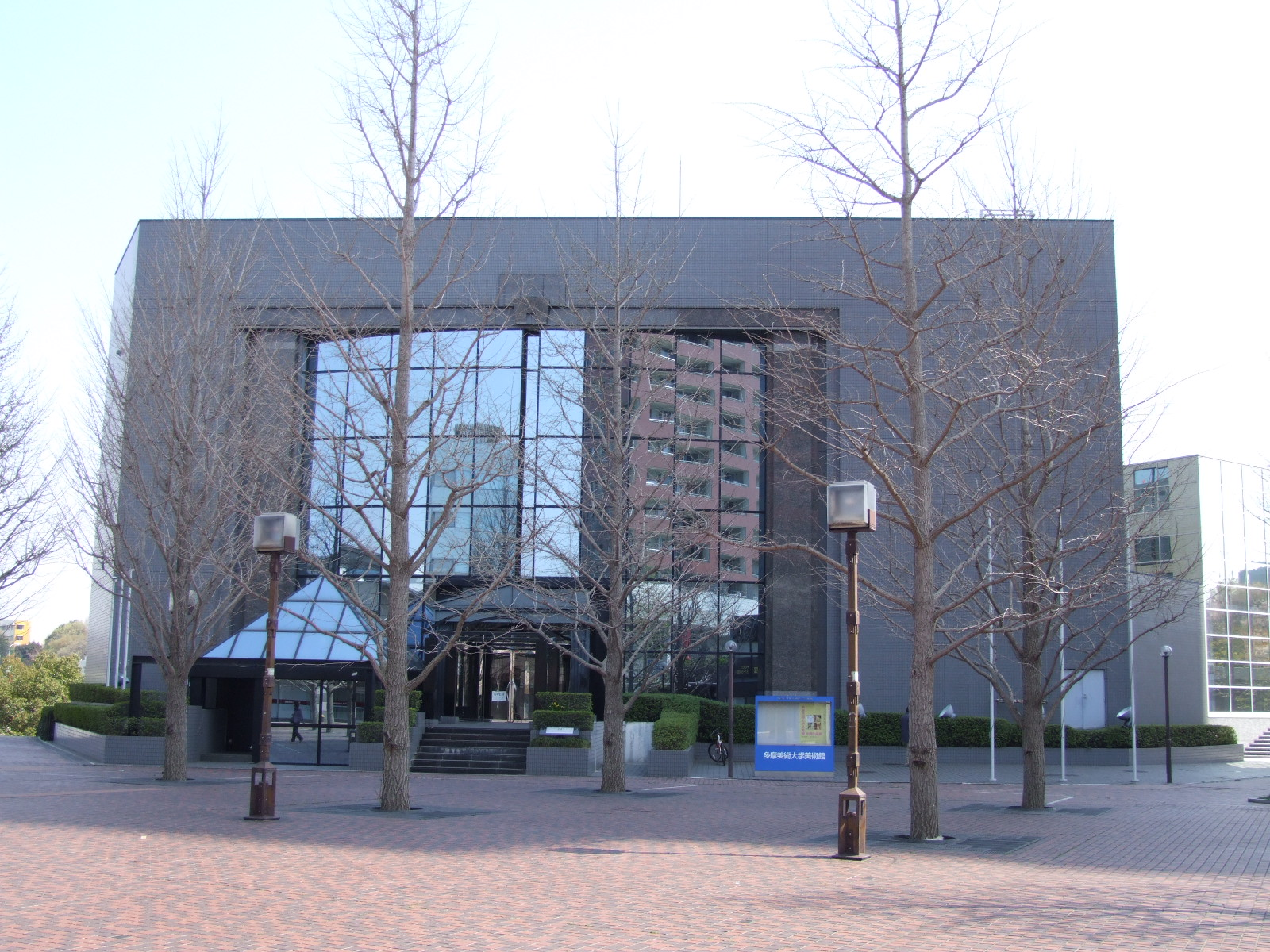
Museo de la Universidad de Arte Tama cerca de la estación Tama-Center

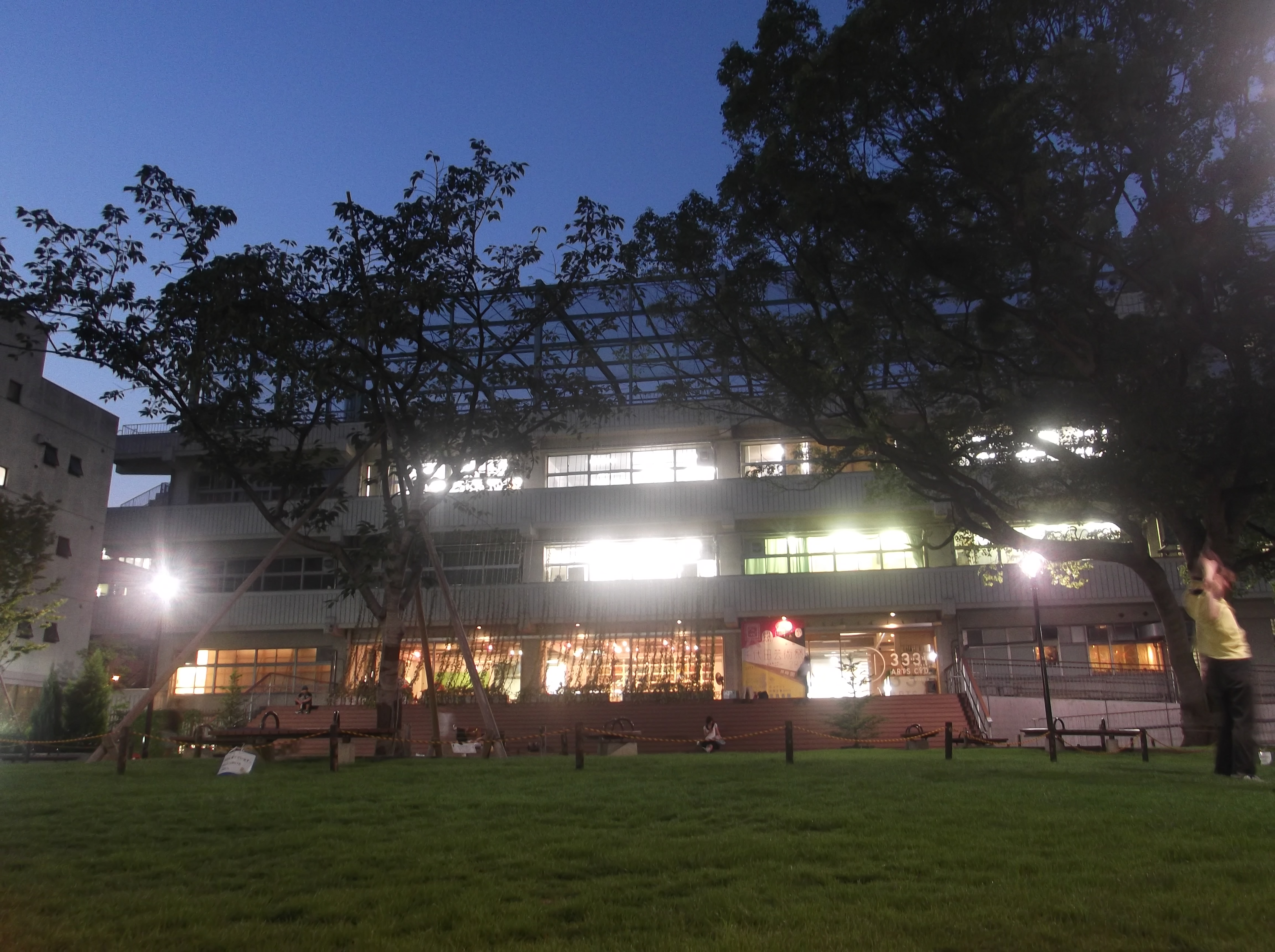
3331 Arts Chiyoda en Akihabara

- Biblioteca de la Universidad de Arte de Tama
- FabLab (beta)

## Proyectos conjuntos internacionales
Proyecto de la Cuenca del Pacífico (Pacific Rim Project)
Desde 2006, los estudiantes de la Tama Art University y Art Center College of Design que estudian en el campo del diseño han colaborado en Pacific Rim Project. El Proyecto Pacific Rim se enfoca en temas globales como la protección ambiental, los desastres naturales y temas relacionados, en un programa de 14 semanas. El Proyecto se basa en la investigación colaborativa, cuyos resultados se resumen y se comparten a través de exhibiciones públicas.
CMTEL (Laboratorio de Exploración de Color/Materiales/Tendencias)
Co-CoRE Archivado el 31 de marzo de 2016 en Wayback Machine.
Proyecto Textil Bananero Archivado el 25 de febrero de 2020 en Wayback Machine.
Programa de visitas diurnas

## Lista de presidentes[10]
- kita de reikichi
- Hisui Sugiura, 1935–1947
- Kinji Inoue, 1947–1968
- Ishida Eiichirō, abril a noviembre de 1968
- Ichiro Fukuzawa, 1968–1970
- Shinichi Mashita, 1970–1975
- Yorihiro Naito, 1979–1987
- Kenshi Goto, 1987–1999
- Nobuo Tsuji, 1999–2003
- Shiro Takahashi, 2003-2007[11]
- Yoshihide Seita, 2007–2011
- Takenobu Igarashi, 2011-2015
- Akira Tatehata, 2015-

## Facultativos notables
- Shigeo Anzai, fotógrafo
- Ay-O, artista
- So Aono, novelista
- Shinji Aoyama, director de cine
- Shigeru Ban, arquitecto
- Naoto Fukasawa, diseñador industrial
- Tsuneari Fukuda, dramaturgo
- Yasutake Funakoshi, escultor
- Fumiko Hori, pintora
- Haruomi Hosono, músico
- Masuo Ikeda, pintor
- Kenji Imai, arquitecto
- Eiichiro Ishida, antropólogo cultural
- Toyoo Itō, arquitecto
- Bishin Jumonji, fotógrafo
- Kazuo Kawasaki, diseñador industrial
- Matazo Kayama, pintor
- Lee Ufan, pintor y escultor
- Kiyoshi Miki, filósofo
- Chihiro Minato, fotógrafa y teórica artística
- Hideki Noda, actor
- Togyu Okumura, pintor
- Kenjiro Sano, diseñador gráfico
- Timon Screech, historiador del arte japonés.
- Kazuyo Sejima, arquitecta
- Nobuo Sekine, escultor
- Keisuke Serizawa, diseñador textil
- Hisui Sugiura, diseñador gráfico. Uno de los fundadores de Tama Teikoku Bijutsu Gakko (predecesora de la Tama Art University) en 1935.
- Isao Takahata, director de cine
- Saburo Teshigawara, coreógrafo
- Charles Tsunashima, diseñador de mobiliario
- Tadanori Yokoo, diseñador gráfico

## Alumnos notables

### Arte y Diseño

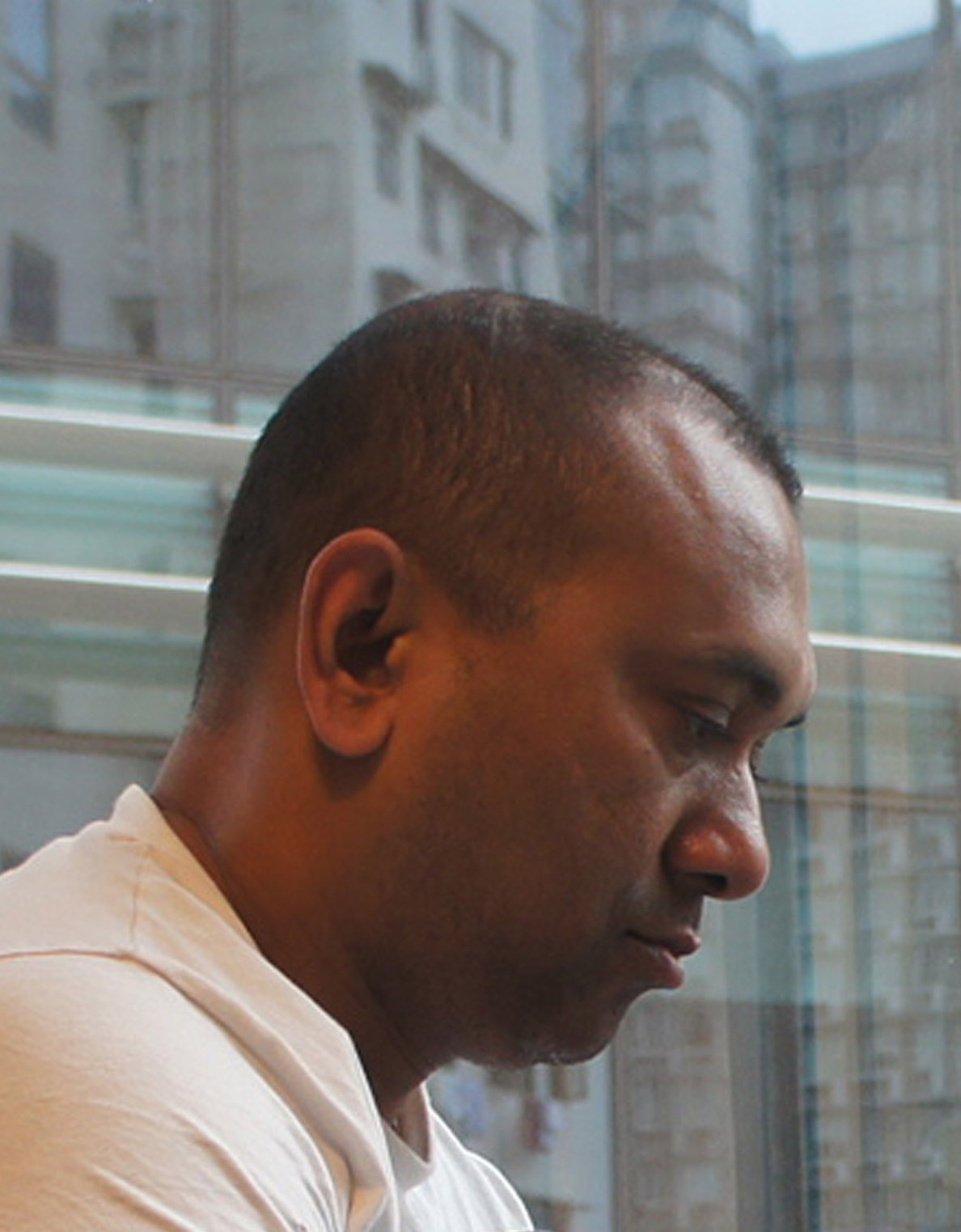
Firoz Mahmud, artista visual y educador

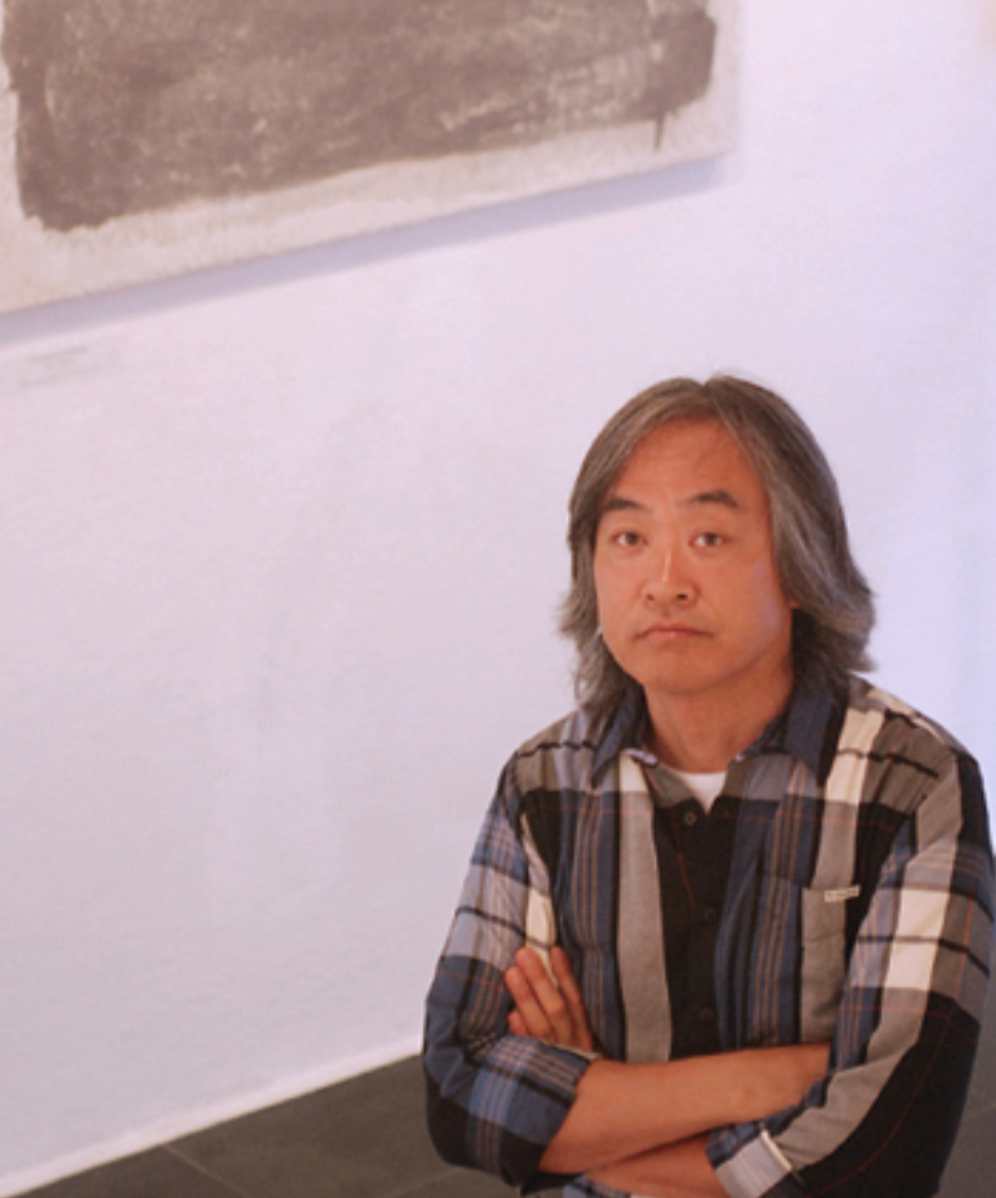
Takeshi Motomiya, pintor y grabador

Diseñadores Gráficos
- Kenjiro Sano
- Kashiwa Sato
- Makoto Wada

Diseñadores de Moda
- Issey Miyake

Diseñadores Industriales
- Naoto Fukasawa
- Masahiro Mori

Bellas Artes
- Firoz Mahmud (Bangladés)
- Yuken Teruya
- Susumu Koshimizu
- Kenjiro Okazaki
- Kakiemon Sakaida
- Nobuo Sekine
- Kishio Suga
- Aya Takano
- Erina Matsui
- Takeshi Motomiya

Fotógrafos
- Akira Fujii
- Miyako Ishiuchi
- Yoshio Itagaki
- Ryuji Miyamoto
- Mika Ninagawa

### Entretenimiento y comunicaciones
Directores / Cineastas
- Hiroyuki Imaishi
- Kunio Kato
- Kentaro Otani

Artistas Manga
- Usamaru Furuya
- Etsumi Haruki
- Daisuke Igarashi
- Yoshiyuki Nishi
- Saori Oguri
- Naoki Saito
- Tamakichi Sakura
- Hiroaki Samura
- Kotobuki Shiriagari
- Gengoroh Tagame
- Benkyo Tamaoki
- Kei Toume
- Hajime Ueda
- Reiji Yamada
- Makoto Yukimura

Actores
- Shintaro Asanuma
- Masaki Kyomoto
- Showtaro Morikubo
- Kōichi Satō
- Naoto Takenaka
- Touta Tarumi

Comediantes
- Jin Katagiri (Rahmens)
- Kentaro Kobayashi (Rahmens)

Músicos
- Hirohisa Horie
- Yumi Matsutoya
- Shintaro Sakamoto (Yura Yura Teikoku)
- Emi Sugiyama (Heartsdales)
- Nemu Yumemi (Dempagumi.inc)

## Cooperación con otras instituciones en Japón

### Proyecto ARTSAT[12]
- Universidad de Tokio

### Exposición conjunta de graduación de las 5 universidades de arte de Tokio (Exposición "Gobidai-ten")[13]
- Universidad de Arte y Diseño Joshibi
- Universidad de Arte Musashino
- Facultad de Arte de la Universidad de Nihon
- Universidad de Arte de Tama
- Universidad de Tokio Zokei

### Consejo de Enlace de Universidades de Arte[14]
- Universidad de Arte y Diseño Joshibi
- Universidad de Arte Musashino
- Facultad de Arte de la Universidad de Nihon
- Universidad de Arte de Tama
- Universidad de las Artes de Tokio
- Universidad de Tokio Zokei

### Acuerdo conjunto integral
- Universidad de Waseda
- Universidad de Showa
- Universidad de la ciudad de Tokio

### Acuerdo de transferencia de crédito (Consorcio de Universidades en Hachioji)[15]
- Kyorin University
- Meisei University
- National Institute of Technology, Tokyo College
- Salesian Polytechnic
- Soka University
- Tokyo Junshin University
- Tokyo Kasei Gakuin University
- Tokyo University of Technology
- Tokyo Zokei University
- Yamano College of Aesthetics
- Yamazaki Gakuen University

## Proyectos colaborativos regionales
- Ríos Tama
- Consorcio Sagamachi
- Universidad de la Ciudad Académica de Hachioji "Icho-juku"
- Conferencias de colaboración entre la universidad y la escuela secundaria
- Galería comunitaria "Tamabiba"
- Laboratorio de Arte Hashimoto

## Eventos y exposiciones de arte
- Trienal Internacional de Mini-Impresión de Tokio
- TAMAVIVANTE
- CPUE : Práctica curatorial en el medio urbano Archivado el 20 de noviembre de 2015 en Wayback Machine.
- Flujo de arte de Tokio

## Asociación de alumnos
- Asociación de Antiguos Alumnos de la Universidad de Arte de Tama

## Publicaciones
- NOTICIAS TAMABI Archivado el 16 de agosto de 2015 en Wayback Machine.
- tonATELIER
- tamabi.tv
- OpenCourseWare
- R

## Otras lecturas
- Minato, Chihiro y Yasuhito Nagahara et al. Sozo-sei no uchu [創造性の宇宙], Tokio: Kosakusha, 2008.ISBN 978-4-87502-413-2
- Suzuki, Akira y Chihiro Minato (eds. ) Tsukuru toshokan wo tsukuru [つくる図書館をつくる], Tokio: Kashima Shuppankai, 2007.ISBN 978-4-306-04484-5